# Matwiejewka (obwód saratowski)
Matwiejewka (ros. Матвеевка) – wieś (sieło) w Rosji, w obwodzie saratowskim, w rejonie bałakowskim. W 2010 liczyła 658 mieszkańców.